# 황수경 (1963년)
황수경(黃秀慶, 1963년 ~ , 전라북도 전주)은 대한민국의 경제학자이자 제16대 통계청장이다.

## 학력
- 서울대학교 화학공학과 학사
- 숭실대학교 대학원 경제학 석사
- 뉴욕 주립대학교 빙엄턴 대학원 경제학 박사

## 경력
- 1992.03 ~ 1998.11 한국노동연구원 책임연구원
- 2001.09 ~ 2010.06 한국노동연구원 연구위원
- 2002.03 ~ 2004.03 한국노동연구원 노동패널팀장
- 2003.12 ~ 2006.12 서울지방노동위원회 공익위원
- 2005.01 ~ 2005.10 한국노동연구원 데이터센터 소장
- 2005.03 ~ 2006.02 노동부 정책평가위원회 위원
- 2006.04 ~ 2006.07 일본 노동연구연수기구 초빙연구위원
- 2007.03 ~ 2007.12 한국개발연구원 초빙연구위원
- 2007.08 중앙노동위원회 공익위원
- 2007.11 ~ 2010.07 노동부 장애인고용촉진전문위원회 위원
- 2008.09 ~ 2009.07 한국노동연구원 동향분석실장
- 2010.06 한국개발연구원 연구위원
- 2010.07 고용노동부 장애인고용촉진전문위원회 위원
- ~ 2017.07 한국개발연구원 산업서비스경제연구부 선임연구위원
- 2017.07 ~ 2018.08 제16대 통계청 청장

## 논란

### 취임 1년 1개월만의 통계청 청장 경질 사태 관련 논란
| 전임 유경준 | 제16대 통계청장 2017년 7월 12일 ~ 2018년 8월 26일 | 후임 강신욱 |